# SN 2011bz
SN 2011bz – supernowa typu Ia odkryta 24 kwietnia 2011 roku w galaktyce NGC 5442. W momencie odkrycia miała maksymalną jasność 17,40m.